# Wettkampfgymnastik
Die Wettkampfgymnastik ist eine Turnsportart, bei der die Verbindung von Bewegung und Musik, sowie die  Benutzung von Handgeräten gezeigt wird. 

## Idee
Im Gegensatz zur Rhythmischen Sportgymnastik reicht das Leistungsniveau bei der Wettkampfgymnastik nicht hin bis zur Weltspitze. 
Die Gymnastinnen haben die Wahl zwischen Pflichtübungen und Kürübungen, in die Pflichtelemente eingebaut werden müssen. 
Die Wettkampfgymnastik ist eine typische Sportart für Frauen, obwohl auch Männer diese Sportart betreiben können.

## Wettkampffläche
Die Wettkampffläche hat eine Größe von 13 × 13 m, wozu noch ein Sicherheitsabstand von 2 m kommt.

## Handgeräte
In jährlicher Rotation sind die Handgeräte Ball, Band, Keule, Reifen und Seil einsetzbar. Bei den Männern sind es die Handgeräte Medizin- oder Basketball, Fahnen oder Keulen, Seil, sowie Hand- oder Kurzhanteln. 
Der Ball hat einen Durchmesser von 18 bis 20 cm und wiegt (mindestens) 400 g. Das Band hat bei den 12- bis 14-jährigen Gymnastinnen eine Mindestlänge von 5 m. Bei den älteren Gymnastinnen wird mit 6-m-Bändern geturnt. 50 bis 60 cm lang ist der Bandstab. Die Keulen sind zwischen 40 und 50 cm lang (altersabhängig) und wiegen circa 150 g. Der Reifen hat einen Durchmesser von 80 bis 90 cm, wobei er mindestens 300 g schwer sein muss. Die Länge des Seils sollte zur Gymnastin passen.

## Referenzen
- http://www.saarlaendischer-turnerbund.de/gymnastik-tanz.html